# Onthophagus tricorniger
Onthophagus tricorniger es una especie de insecto del género Onthophagus, familia Scarabaeidae, orden Coleoptera.
Fue descrita científicamente por Boheman en 1860.